# Praga-Północ

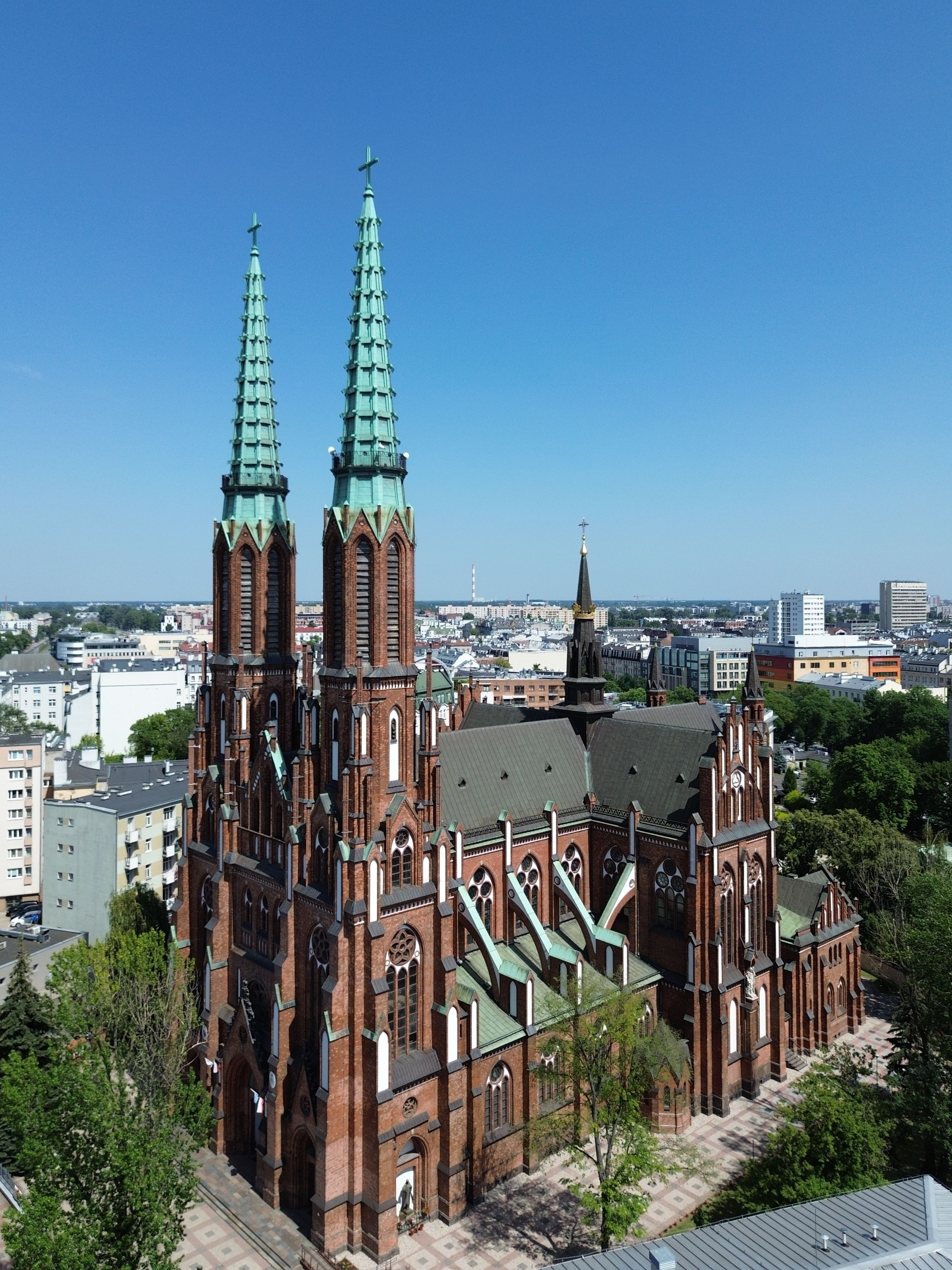
Praga Północ

Praga Północ (svenska: Praga-Nord) är ett distrikt i Warszawa, beläget på östbanken av floden Wisła. Det är en del av den större Pragaregionen. Distriktet bevarades jämförelsevis väl från andra världskrigets förstörelse, och utmärks av sina många kvarter och gator från förkrigstiden. Stadsdelen är sedan länge känd som ett av Warszawas fattigaste områden, men har på senare år också blivit känd som ett tillhåll för konstnärer. I området ligger bland annat Sankta Maria Magdalena ortodoxa katedral och flera välbesökta stränder vid floden Wisła.

## Kommunikation
Länge var Praga Północ endast förbunden med de västra delarna av staden via buss och spårvagn, men sedan mars 2015 går det även att ta sig dit med tunnelbana.